# Olympus PEN E-PL2
La Olympus PEN E-PL2 è una fotocamera mirrorless della Olympus, che è stata annunciata all'inizio del gennaio 2011 al Consumer Electronics Show. Questa è la quarta fotocamera della Olympus Corporation che utilizza il supporto Micro Quattro Terzi dopo l'Olympus PEN E-P1, Olympus PEN E-P2 e Olympus PEN E-PL1.

## Caratteristiche
Le caratteristiche del modello Olympus PEN E-PL1 includono:
- Stabilizzazione dell'immagine nel corpo (IS) a 4 EV equivalente.
- Lampadina (lunga esposizione) con opzione di rilascio del cavo (cavo remoto RM-UC1) fino a 30 m.
- Schermo LCD da 3 "con risoluzione superiore di 460.000 pixel.